# Wílton Figueiredo
Wílton Aguiar Figueiredo, född 17 mars 1982 i São Paulo, Brasilien, är en brasiliansk fotbollsspelare som tidigare har spelat för flera svenska klubbar, däribland Malmö FF. Efter att ha lämnat Sverige i januari 2013 har han bland annat spelat i Turkiet, Danmark och Iran.
Figueiredo har gjort flera mål från distans i Allsvenskan. 
Wílton Figueiredo fostrades i det brasilianska laget SB do Campo. Han provspelade för AIK i november 2004, men AIK hade då inte råd att lösa honom inför spelet i Superettan. Istället blev det superettankonkurrenten Gais som skrev kontrakt med Figueiredo. När de båda lagen tog sig till Allsvenskan samma höst, värvade AIK brasilianaren för ungefär 4 miljoner SEK.
I september 2007 värvades han av Qatarklubben Al-Rayyan SC, och skrev på för ett kontrakt som går ut år 2010. Charlie Granfelt, VD för AIK Fotboll har fört fram i en intervju angående försäljningen av Wílton Figueiredo, att AIK aldrig någonsin fått så mycket pengar för en spelarförsäljning som man fick för Figueiredo. AIK offentliggjorde inte övergångssumman.
I augusti 2008 bytte Figueiredo klubb, från Al-Rayyan till Al-Karitiyath SC.
Den 1 april 2009 offentliggjorde Malmö FF att man hade skrivit ett fyraårskontrakt med Figueiredo, som därmed återvände till Allsvenskan och Sverige. Övergångssumman var drygt 8 miljoner. Han har också blivit svensk mästare 2010 med MFF.